# Luna nueva (álbum de Debi Nova)
Luna Nueva es el primer álbum de estudio de la cantante costarricense de pop-ska Debi Nova. Fue lanzado a mediados de 2010.

## Antecedentes y lanzamiento
En 2009 fue lanzado su sencillo "Drummer Boy", meses después la cantante anunció el lanzamiento de Luna Nueva. Su álbum debut se dio a conocer el 18 de mayo de 2010.

## Lista de canciones
- Edición estándar

| Luna Nueva |                                              |          |  |
| N.º        | Título                                       | Duración |  |
| 1.         | «Need 2 B Loved»                             |          |  |
| 2.         | «We Were Young»                              |          |  |
| 3.         | «Corazón Abierto»                            |          |  |
| 4.         | «Drummer Boy»                                |          |  |
| 5.         | «Ashes & Pearls»                             |          |  |
| 6.         | «Calle Sin Salida»                           |          |  |
| 7.         | «Rather Be Your Lover»                       |          |  |
| 8.         | «Don't Wanna Forget»                         |          |  |
| 9.         | «Something to Believe In (Con Citizen Cope)» |          |  |
| 10.        | «Vete de Mi»                                 |          |  |

| iTunes bonus track version |                           |          |  |
| N.º                        | Título                    | Duración |  |
| 11.                        | «Drummer Boy (Unplugged)» | 2:59     |  |

- Edición en Español

| Edición en Español |                                   |          |  |
| N.º                | Título                            | Duración |  |
| 1.                 | «Déjate y Déjame»                 |          |  |
| 2.                 | «Drummer Boy(Versión en español)» |          |  |
| 3.                 | «Cenizas & Perlas»                |          |  |
| 4.                 | «We Were Young»                   |          |  |
| 5.                 | «Corazón Abierto»                 |          |  |
| 6.                 | «Need 2 B Loved»                  |          |  |
| 7.                 | «Calle Sin Salida»                |          |  |
| 8.                 | «Rather Be Your Lover»            |          |  |
| 9.                 | «Don't Wanna Forget»              |          |  |
| 10.                | «Vete De Mí»                      |          |  |